# Giallo (película)
Giallo es una película italiana de terror dirigida y coescrita por Dario Argento. Estrenada en 2009 y protagonizada por Adrien Brody, Emmanuelle Seigner y Elsa Pataky, la película no fue bien recibida por la crítica y es posiblemente más conocida por la demanda de Brody contra sus productores por no haber recibido el total del salario que inicialmente le fue asignado.

## Sinopsis
El detective Enzo Avolfi investiga el caso de un extraño asesino serial conocido como Giallo, el cual rapta hermosas mujeres en su taxi y las lleva a su casa para drogarlas, mutilarlas y finalmente asesinarlas. El asesino además toma fotografías de sus víctimas para su propia satisfacción sexual.

## Reparto
- Adrien Brody es Enzo Avolfi
- Emmanuelle Seigner es Linda
- Elsa Pataky es Celine
- Robert Miano es el Inspector Mori
- Silvia Spross es la víctima rusa

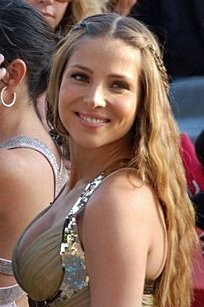
La actriz española Elsa Pataky interpretó uno de los papeles principales en la película

- Giuseppe Lo Console es el carnicero
- Luis Molteni es Sal

## Estreno y demanda de Brody
Giallo fue estrenada en el Festival Internacional de Cine de Edimburgo de 2009 y se exhibió por primera vez en América en el Festival Internacional de Cine de Omaha el 14 de marzo de 2010. Afirmando que no se le pagó la cantidad correcta por su papel en la película, Adrien Brody presentó una demanda contra los productores e intentó impedir el estreno de la película en DVD hasta no recibir su salario completo. A finales de noviembre de 2010, el Tribunal de Distrito de los Estados Unidos concedió a Brody un fallo que bloqueó la venta o el uso de su imagen en Giallo hasta que se le pagara el dinero adeudado. El 20 de enero de 2011, el Deadline Hollywood Daily informó que Brody había llegado a un acuerdo con los productores. Al respecto, el actor declaró: "Disfruté mucho el proceso de hacer Giallo y estoy feliz de que las cosas se hayan resuelto y que la gente pueda ahora disfrutar la película".

## Recepción
Giallo no fue bien recibida por la crítica especializada. El portal Fangoria le otorgó una calificación de 1 sobre 4, afirmando que "es un trabajo profundamente decepcionante de un director que parece estar perdiendo su toque con la edad... Después de tantos fallos consecutivos, podría parecer que la carrera creativa de Argento está llegando a su fin. Con una película como Giallo, sólo construye la horca más alta". El crítico Mark Kermode se refirió al filme como "deprimente y sórdido", que "desciende rápidamente a la autocomplacencia, incluso con los característicos movimientos de cámara deslizantes del director y elegantes marcos arquitectónicos que no logran elevar su tono turbio".